# Karl August von Backhof
Karl August von Backhof, auch Backhoff (* 19. November 1720 in Prosigk; † 4. August 1807 in Berlin) war ein preußischer Generalleutnant und Chef des Kürassierregiments Nr. 2. Zudem war er Oberhofmeister der preußischen Prinzen Friedrich Wilhelm und Ludwig sowie Direktor des 2. Departements des Oberkriegskollegiums.

## Leben

### Herkunft
Karl August gehörte der weitverzweigten Familie der Bachofen von Echt an. Seine Eltern waren der preußische Major Johann August von Backhof und dessen Ehefrau Agnese Charlotte, geborene von Auer, eine Tochter des schwedtschen Hofmarschalls Georg von Auer.

### Militärkarriere
Backhof besuchte ab 25. Dezember 1734 das Kadettenhaus in Berlin und kam am 31. Mai 1735 als Page zur Kronprinzessin Elisabeth Christine. Am 1. Juni 1740 wurde er Kornett im Leibkarabinerregiment. Er hatte die Ehre, der erste Offizier zu sein, den Friedrich II. ernannte. Im Ersten Schlesischen Krieg kämpfte Backhof in der Schlacht bei Mollwitz, im Zweiten Schlesischen Krieg bei Hohenfriedberg und Kesselsdorf. Am 8. Juni 1745 wurde er zum Leutnant befördert.
Am 22. Juli 1755 wurde er zur Ausbildung im Husarendienst in das Husarenregiment „von Wartenberg“ abgeordnet. Im Jahr 1756 wurde Backhof Adjutant des Generals Peter von Pennavaire. Im Siebenjährigen Krieg kämpfte er bei Lobositz, Kolin, Freiberg, Breslau, Leuthen, Zorndorf, Hochkirch sowie bei der Belagerung von Schweidnitz. In der Zeit wurde er am 24. Januar 1757 Stabsrittmeister sowie am 24. Juli 1757 Rittmeister und Kompaniechef. 1759 geriet Backhof beim Fouragieren in Gefangenschaft und konnte erst 1761 unter Prinz Heinrich ausgetauscht werden. Am 9. Juni 1761 wurde er Major und am 10. November 1762 erhielt er den Orden Pour le Mérite für die Schlacht bei Freiberg.
Im Jahr 1771 wurde Backhof zu Erkundungen an die Havel geschickt. Ein Auftrag, den er zur Zufriedenheit des Königs erledigte. Am 26. September 1771 folgte die Ernennung zum Regimentskommandeur und am 30. Mai 1773 stieg er zum Oberstleutnant auf. Als solcher nahm er am Bayerischen Erbfolgekrieg teil. Am 1. September 1780 wurde Backhof zum Oberst befördert, dazu wurde er am 17. Juli 1781 Kanon in Minden. Er bekam vom König am 1. November 1781 die Stelle des Oberhofmeisters der ältesten Söhne des Prinzen August Wilhelm: Friedrich Wilhelm und Ludwig. Gleichzeitig blieb er aber Regimentskommandeur und erhielt eine Pension von 1000 Talern. Am 16. März 1783 wurde er Chef des Kürassierregiments „von Saher“ und am 21. Mai 1783 zum Generalmajor befördert. Am 29. Dezember 1786 befahl der neue König Friedrich Wilhelm II., dass Backhof sich um sein Regiment und nicht mehr um die Prinzen kümmern solle. Am 4. August 1789 wurde er als Direktor des 2. Departements in das Oberkriegskolleg versetzt. Dafür erhielt er ein Gehalt von 3000 Talern. Am 12. August 1790 erhielt er die Ernennung zum Generalleutnant. Am 4. November 1796 erhielt er seine Demission mit einer Pension von 2000 Talern und am 19. November 1797 wurde ihm auch noch der Rote Adlerorden verliehen. Er starb am 4. August 1807 in Berlin und wurde am auf dem Werderschen Kirchhof beigesetzt.

### Familie
Backhof heiratete im Februar 1763 Sophie Eleonore Friederike von Erlach († Dezember 1781), eine Schwester des Generals Friedrich August von Erlach.
Seine zweite Frau wurde Johanne Margarete Sophie Schwartz (* 1750; † 22. Mai 1804). Das Paar hatte folgende Kinder:
- Charlotte Johann Friederike (* 29. März 1785), unehelich, am 7. Oktober 1807 legitimiert
- Luise Wilhelmine Auguste (* 25. September 1786; † 21. September 1789), unehelich